# Крис Хемсворт
Кристофер Хемсворт (енгл. Christopher Hemsworth; 11. август 1983) аустралијски је глумац, најпознатији по улози Тора у Марвеловим филмовима Тор (2011), Осветници (2012), Тор: Мрачни свет (2013), Осветници: Ера Алтрона (2015), Тор: Рагнарок (2017), Осветници: Рат бескраја (2018), Осветници: Крај игре (2019), Тор: Љубав и гром (2022) и Осветници: Судњи дан (2026).
Хемсворт је глумачку каријеру започео наступајући у аустралијским серијама, међу којима се истиче сапуница Код куће и ван ње у којој је између 2004. и 2007. играо једну од значајнијих улога. Његов првенац на великом платну био је научнофантастични филм Звездане стазе Џеј-Џеј Ејбрамса из 2009. Такође је тумачио главне улоге у хорору Колиба у шуми (2012), акционим филмовима Снежана и ловац (2012) и Ловац и ледена краљица (2016), спортској драми Трка живота (2013) и трилеру Хакер (2015).

## Филмографија
| Филмови             |                                 |               |                            |                                                                                              |
| Година              | Српски назив                    | Изворни назив | Улога                      | Напомене                                                                                     |
| 2009.               | Звездане стазе                  |               | Џорџ Кирк                  | Награда Удружења бостонских филмских критичара за најбољу глумачку поставу                   |
| 2009.               | Савршено бекство                |               | Кејл                       |                                                                                              |
| 2010.               | Кеш                             |               | Сем Филан                  |                                                                                              |
| 2010.               | Оли Клаблерштарф против нациста |               | Чед                        | кратки филм                                                                                  |
| 2011.               | Тор                             |               | Тор                        | номинација - БАФТА за будућу звезду                                                          |
| 2012.               | Колиба у шуми                   |               | Курт Вон                   |                                                                                              |
| 2012.               | Осветници                       |               | Тор                        | МТВ филмска награда за најбољу тучу                                                          |
| 2012.               | Снежана и ловац                 |               | Ловац                      |                                                                                              |
| 2012.               | Крвава зора                     |               | Џед Екерт                  |                                                                                              |
| 2013.               | Звездане стазе: Према тами      |               | Џорџ Кирк                  | глас, архивски снимак                                                                        |
| 2013.               | Трка живота                     |               | Џејмс Хант                 |                                                                                              |
| 2013.               | Тор: Мрачни свет                |               | Тор                        |                                                                                              |
| 2015.               | Хакер                           |               | Николас Хатавеј            |                                                                                              |
| 2015.               | У срцу мора                     |               | Овен Чејс                  |                                                                                              |
| 2015.               | Осветници: Ера Алтрона          |               | Тор                        |                                                                                              |
| 2015.               | Летња авантура: Нова генерација |               | Стоун Крандал              | номинација - МТВ филмска награда за најбољи пољубац (са Лесли Ман)                           |
| 2016.               | Ловац и ледена краљица          |               | Ловац Ерик                 |                                                                                              |
| 2016.               | Истеривачи духова               |               | Кевин                      |                                                                                              |
| 2017.               | Тор: Рагнарок                   |               | Тор                        | номинација - Награда Удружења телевизијских филмских критичара за најбољег глумца у комедији |
| 2018.               | 12 храбрих                      |               | Мич Нелсон                 |                                                                                              |
| 2018.               | Осветници: Рат бескраја         |               | Тор                        |                                                                                              |
| 2018.               | Тешка времена у Ел Ројалу       |               | Били Ли                    |                                                                                              |
| 2019.               | Осветници: Крај игре            |               | Тор                        |                                                                                              |
| 2019.               | Људи у црном: Глобална претња   |               | Агент Х                    |                                                                                              |
| 2020.               | Цена спаса                      |               | Тајлер Рејк                | такође продуцент                                                                             |
| 2022.               | Паукова глава                   |               | Стив Абнести               | такође продуцент                                                                             |
| 2022.               | Тор: Љубав и гром               |               | Тор                        | такође извршни продуцент                                                                     |
| 2023.               | Цена спаса 2                    |               | Тајлер Рејк                | такође продуцент                                                                             |
| 2024.               | Фуриоза: Побеснели Макс сага    |               | Дементус                   |                                                                                              |
| 2024.               | Трансформерси: Почетак          |               | Орион Пакс / Оптимус Прајм | глас                                                                                         |
| 2026.               | Осветници: Судњи дан            |               | Тор                        |                                                                                              |
| Телевизијске серије |                                 |               |                            |                                                                                              |
| 2002.               | Гвиневра Џоунс                  |               | Краљ Артур                 | 2 епизоде                                                                                    |
| 2002.               | Комшије                         |               | Џејми Кејн                 | Епизода:                                                                                     |
| 2002.               | Закон Маршалових                |               | Дечко                      | Епизода:                                                                                     |
| 2000.               | Коњички клуб                    |               | нови ветеринар             | Епизода:                                                                                     |
| 2000.               | Фергус Макфејл                  |               | Крејг                      | Епизода:                                                                                     |
| 2004–2007.          | Код куће и ван ње               |               | Ким Хајд                   | сезоне 17−20 (189 епизода)                                                                   |
| 2006.               | Плес са звездама                |               | глуми себе                 | такмичар                                                                                     |
| 2015.               | Уживо суботом увече             |               | домаћин                    | 2 епизоде                                                                                    |
| 2021−2024.          | Шта ако...?                     |               | Тор                        | глас, 6 епизода                                                                              |